# 狗頭象法螺
狗頭象法螺（学名：Cymatium cynocephalum）为法螺科梭法螺屬下的一个种。